# Esteban Bethlen
El conde Esteban Bethlen de Bethlen (en húngaro: Bethlen István) (8 de enero de 1874 – 5 de octubre de 1946) fue un aristócrata húngaro, político y primer ministro del país de 1921 a 1931. Era miembro de la familia Bethlen.
Bethlen fue la principal figura política en su década al frente del Gobierno magiar. Durante su periodo de Gobierno se produjo una reconstrucción política, social y económica del país que, no obstante, no logró resolver muchos de sus problemas, pero produjo una cierta estabilidad interna y externa.

## Orígenes
Miembro de una familia aristocrática transilvana, pariente lejano del famoso noble transilvano Gabriel Bethlen, era hijo del conde Esteban Bethlen de Bethlen (1839-1881) y la condesa Helena Teleki de Szék (1849-1914). Esteban Bethlen fue elegido al parlamento por los liberales en 1901. Se encontraba entre los diputados hostiles al Ausgleich de 1867. Durante su larga experiencia política Bethlen se mostró como un hábil e inteligente representante del conservadurismo húngaro, hostil a las nuevas tendencias democráticas en política y sociedad y fijó su ideal en la situación anterior a la Primera Guerra Mundial. Opuesto a la ampliación del derecho a voto o de la reforma agraria, era partidario, sin embargo, de mantener la separación de Austria. Hasta 1917 fue partidario del primer ministro Esteban Tisza.
Más tarde formó parte de la delegación húngara en la Conferencia de Paz de París. Tras la renuncia del gobierno prodemocrático de Mihály Károlyi y la proclamación de la República Soviética Húngara en Budapest Bethlen formó un grupo contrarrevolucionario en Viena que posteriormente se trasladó a Szeged, bajo protección de los ocupantes franceses. Allí se formó un Gobierno reaccionario rival del socialcomunista de Budapest. Tras la retirada de las tropas rumanas en noviembre, que habían expulsado al gobierno comunista en agosto, el pequeño ejército contrarrevolucionario entró en la capital del país al mando del antiguo almirante de la flota austrohúngara Miklós Horthy. Bethlen le acompañaba. Parlamentario nuevamente, se unió a los conservadores. Formó el Partido de Unidad Nacional Cristiana.

## La década de Bethlen

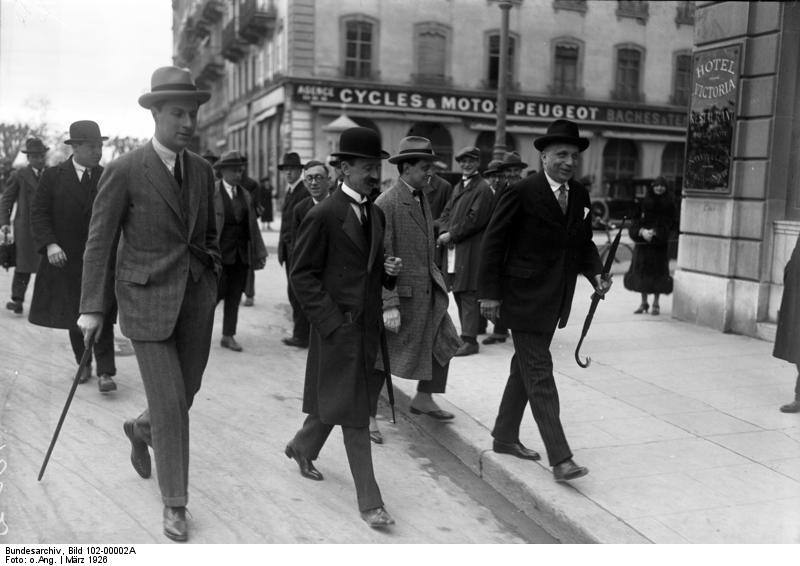
Bethlen, encabezando la delegación húngara en una reunión de la Sociedad de Naciones en 1926.

Tras el segundo intento fallido de restauración de la monarquía de los Habsburgo por parte del antiguo monarca Carlos I de Austria y IV de Hungría, el regente Horthy encargó a Bethlen la formación de un nuevo Gobierno fuerte, capaz de evitar nuevas intentonas, en abril de 1921. El nuevo gabinete se formó ese mismo mes, el día 14.
Debido a la ambigüedad de su Partido de Unidad Cristiana durante los intentos de restauración y su derrota electoral en 1920, Bethlen decidió aliarse con el mayoritario Partido de los Pequeños Propietarios el 5 de enero de 1922, unión que se convirtió en realidad en una toma de control de este por parte de Bethlen. Bethlen fundó el Partido de Unidad Nacional, en la práctica el partido del Gobierno. Mediante la vuelta al sufragio abierto en gran parte del país, la intimidación del electorado, la restricción del derecho al voto y otros subterfugios habituales en la política del país antes de la guerra, Bethlen logró un control total del gobierno. Bethlen logró durante su década en el Gobierno volver a unir el apoyo de la industria, controlada en gran medida por la burguesía judía, con los grandes terratenientes cristianos magiares, tradicionalmente en el poder. Esta coalición mantuvo alejado del poder al fascismo durante los años veinte, a pesar de haberse apoyado en él para llegar al gobierno y liquidar cualquier resto de las experiencias revolucionarias al comienzo de la década. Una vez al frente del Gobierno, sin embargo, se aplicó en deshacerse de los extremistas que rodeaban al regente, logrando disolver las bandas paramilitares contrarrevolucionarias.
Considerado como un moderado frente a los radicales contrarrevolucionarios por las débiles fuerzas progresistas (socialdemócratas y liberales), consiguió que éstas, incluyendo los sindicatos, le apoyasen como mal menor frente a aquellos. Bethlen toleró una cierta discrepancia y crítica siempre que esta no pusiese en duda los principios del régimen conservador ni amenazasen su control del poder. Tras un primer acercamiento a comienzos de 1920 durante la época de elección de Horthy a la regencia, el 22 de febrero de 1921 los socialdemócratas y Bethlen llegaron a un acuerdo de convivencia que otorgaba una amnistía a aquellos, les devolvía los fondos de los sindicatos y prometía voto secreto en las ciudades a cambio de la restricción de los ataques al Gobierno, su apoyo en política internacional, la limitación de su agitación entre los trabajadores a asuntos económicos, y su abstención de realizar actividades en el campo. El pacto benefició primordialmente a Bethlen, que logró apaciguar a los socialistas y convertirlos en una leal oposición.

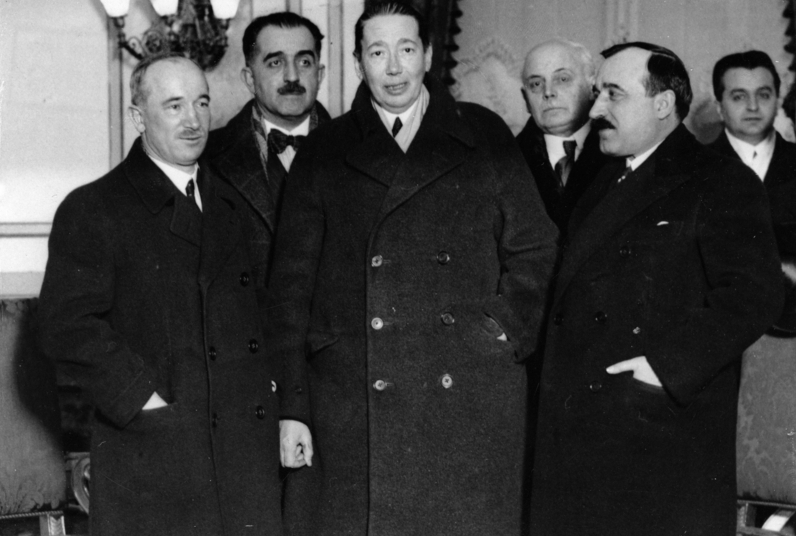
Representantes de la Pequeña Entente, asociación formada por Checoslovaquia, Yugoslavia y Rumanía para oponerse a los deseos del Gobierno húngaro de modificar las fronteras trazadas tras la Primera Guerra Mundial.

Durante la década que pasó al frente del Gobierno y dominó la política nacional, Bethlen logró la adhesión de Hungría a la Sociedad de Naciones (septiembre de 1922), consiguió un importante crédito para el país que ayudó a estabilizar las maltrechas finanzas del país (1924) y estableció una estrecha alianza con la Italia fascista (1927) con la esperanza de lograr su apoyo para la revisión de los tratados de paz, tan perjudiciales para Hungría. No tuvo éxito, sin embargo, en esta última empresa, fracasando en sus intentos de modificar las condiciones del Tratado de Trianon por el que el país había perdido dos tercios de su territorio y un tercio de su población, además de grandes recursos naturales tras su derrota en la Primera Guerra Mundial. Rechazó los acuerdos parciales con los países vecinos, esperando recuperar la situación de preponderancia cuando hubiese un cambio de la distribución de poder en Europa central. Aparentemente moderado y dispuesto a concertarse con Francia y Gran Bretaña, nunca descartó, no obstante, el uso de la fuerza para recuperar los territorios ambicionados.
A mediados de la década comenzó a acercarse a Italia y Alemania, dos potencias contrarias a los tratados de paz, tratando de acabar con el aislamiento diplomático del país, a la vez que buscaba el debilitamiento de la Pequeña Entente, formada por los países vecinos más hostiles a cambios territoriales. Ambos pasos debían conducir a medio plazo a su objetivo primordial: la abrogación del Tratado de Trianon. En 1926 trató de atraer a Yugoslavia, maniobra que, en cambio, concluyó con el pacto de amistad y cooperación con Mussolini firmado en abril de 1927, el único bilateral firmado por el país hasta 1939 y que dio paso a un largo periodo de estrechas relaciones italo-magiares. Sus intentos por lograr un acuerdo similar con Alemania, sin embargo, fracasaron.
Gracias a las medidas de estabilización, al alza del precio del grano (gran exportación del país) y a las crecientes inversiones extranjeras, la economía crecía rápidamente hacia 1928. En la misma época Bethlen logró un cierto respaldo de Gran Bretaña, aunque no se hizo ilusiones de que este apoyo llegase hasta la revisión de los tratados de paz.
Incapaz de afrontar la crisis del 29 y con un país que exigía cambios políticos que permitiesen aliviar la situación, el regente Horthy sustituyó a Bethlen por Gyula Károlyi, también conservador tradicionalista en agosto de 1931 y, poco después, a éste por Gyula Gömbös, antiguo paramilitar de los tiempos contrarrevolucionarios, antisemita, y dirigente de la derecha radical del país, cada vez más fuerte.
| El dominio político de Bethlen: las elecciones bajo su gobierno |  |
|                                                                 |  |
|                                                                 |  |

## La década de 1930
A pesar de quedar apartado del poder, permaneció como consejero del regente Miklós Horthy y las pautas en política exterior que había marcado durante su gobierno influyeron en la postura del país incluso hasta la Segunda Guerra Mundial.
En los debates parlamentarios de 1934, se opuso a la reforma electoral, convencido de que el poder gubernamental debía permanecer en manos de la «intelectualidad fiel al país». Temía que cualquier reforma acabase con el sistema político que había construido y que otorgaba el poder político a los grandes terratenientes, los campesinos ricos y los funcionarios, que quedarían apartados en favor de una alianza de pequeña burguesía y terratenientes medios inclinados hacia las posiciones de ultraderecha pseudorradicales.
Con la convocatoria de elecciones en marzo de 1935, que había tratado en vano de impedir, anunció su abandono del partido gubernamental.

## El ocaso
Diputado del parlamento con un poder cada vez más menguado, Bethlen fue de las pocas figuras políticas de relieve que se opuso a la alianza con la Alemania Nazi. Privadamente expresó su convicción desde 1939 de que Alemania no ganaría la guerra, oponiéndose a la adhesión húngara al Pacto Tripartito a finales de 1940 y oponiéndose a la participación del país en el ataque a la URSS en 1941. Consideraba, sin embargo, que la anterior cooperación con las potencias fascistas había sido correcta, dado el objetivo del gobierno magiar de acabar con los tratados de paz de la posguerra. Conservó hasta el final su inclinación nacionalista, tratando incluso al acercarse la derrota de lograr conservar los territorios recuperados por el país entre 1938 y 1941.
Antisemita convencido que justificó los desmanes contra los judíos durante la contrarrevolución de la posguerra, condenó por el contrario firmemente el holocausto.
Durante la guerra, al hacerse cada vez más evidente la próxima derrota alemana, trató de lograr una paz separada con los aliados, sin éxito. Con la liberación de Budapest por el Ejército Rojo Bethlen cayó en manos de los soviéticos, que lo enviaron a Moscú. Allí fue ejecutado junto con otros compatriotas alrededor del 5 de octubre de 1946.